# زبان اشاره تایوانی
زبان اشاره تایوانی زبان اشاره‌ای است که توسط ناشنوایان و کم شنوایان در تایوان استفاده می‌شود.